# 8144 Hiragagennai
A 8144 Hiragagennai (ideiglenes jelöléssel 1982 VY2) a Naprendszer kisbolygóövében található aszteroida. H. Kosai és K. Hurukawa fedezte fel 1982. november 14-én.